# Hraungarðshaus
Hraungarðshaus är ett  i republiken Island. Det ligger i regionen Norðurland vestra, 160 km nordost om huvudstaden Reykjavík. Toppen på Hraungarðshaus är 723 meter över havet.
Trakten runt Hraungarðshaus är nära nog obefolkad, med mindre än två invånare per kvadratkilometer. Det finns inga samhällen i närheten. Trakten runt Hraungarðshaus består i huvudsak av gräsmarker.